# Phoenicopterus roseus
Il fenicottero rosa o fenicottero maggiore (Phoenicopterus roseus Pallas, 1811) è la specie più grande e diffusa della famiglia dei fenicotteri. Vive in Africa, nel subcontinente indiano, nel Medio Oriente e nell'Europa meridionale. I suoi parenti più stretti sono il fenicottero rosso e il fenicottero cileno, che in passato si ritenevano conspecifici con il fenicottero rosa.

## Descrizione

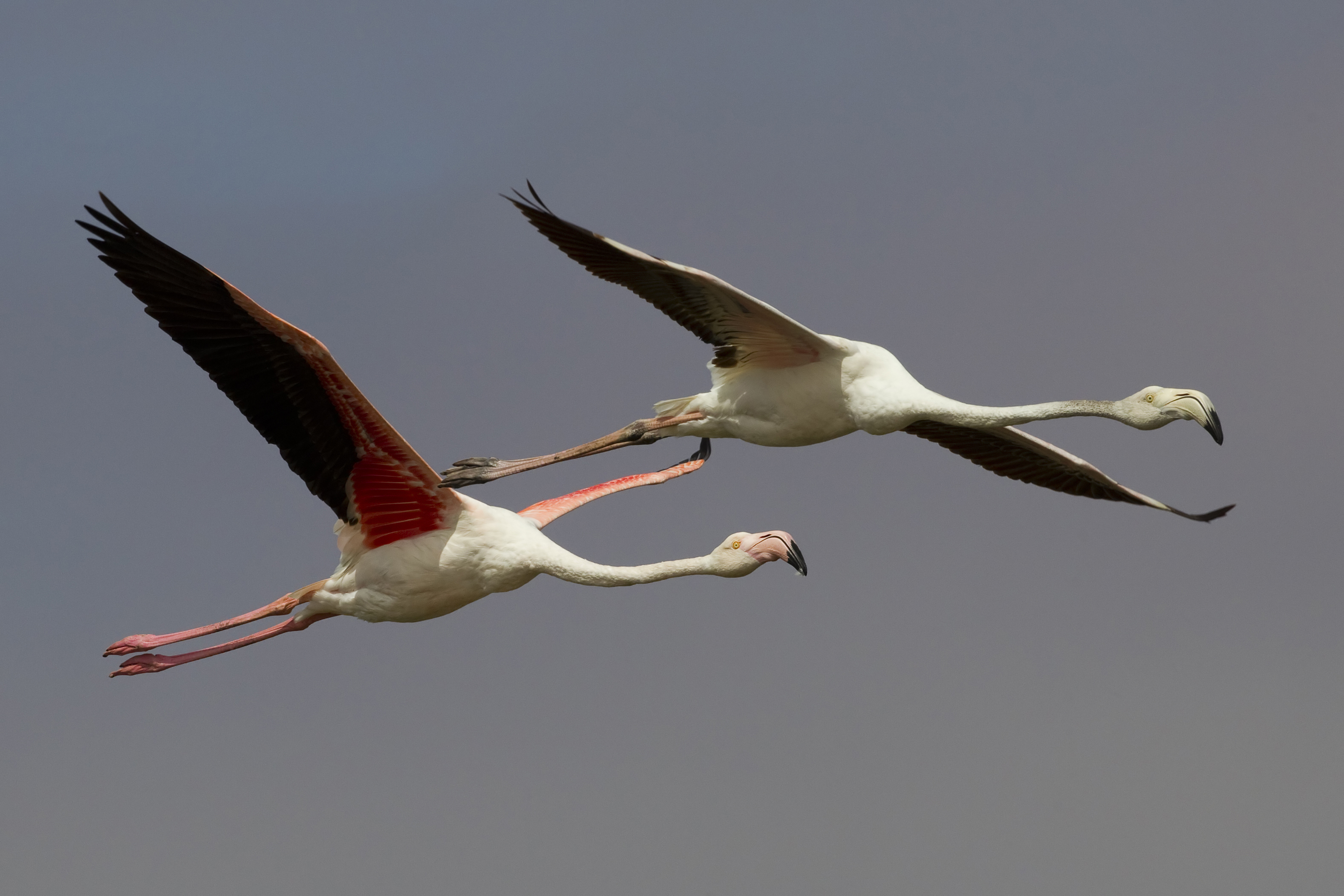
Due fenicotteri rosa in volo

Il fenicottero rosa è la più grande specie vivente di fenicottero, con un'altezza media di 110-150 cm (43-59 pollici), un'apertura alare di 240 cm, un peso di 2-4 kg (4,4-8,8 libbre). I maschi sono un po' più grandi delle femmine e in alcuni casi possono raggiungere i 187 cm (74 pollici) d'altezza e un peso di 4,5 kg (9,9 libbre).
Il piumaggio è primariamente bianco-rosato; sulle ali le penne copritrici sono rosse, mentre le remiganti primarie e secondarie sono nere. Il becco è rosa con una macchia nera sulla punta, le zampe e i piedi palmati sono rosa-fucsia. Anche la pelle del volto è rosa; le iridi sono gialle.
I pulcini nascono ricoperti da una soffice peluria grigia. Gli esemplari subadulti sono più chiari e hanno zampe più scure. Anche negli adulti che nutrono i pulcini i colori perdono vivacità, divenendo più pallidi, ma le zampe rimangono rosa brillante. Questa colorazione deriva dai pigmenti carotenoidi presenti negli organismi che vivono negli ambienti di alimentazione dei fenicotteri. Anche le secrezioni della ghiandola uropigiale contengono carotenoidi. Durante la stagione riproduttiva i fenicotteri più grandi spalmano più spesso le secrezioni uropigiali sulle piume, rendendo così il piumaggio più colorato. Questo uso cosmetico delle secrezioni è stato descritto come una sorta di trucco.

## Biologia

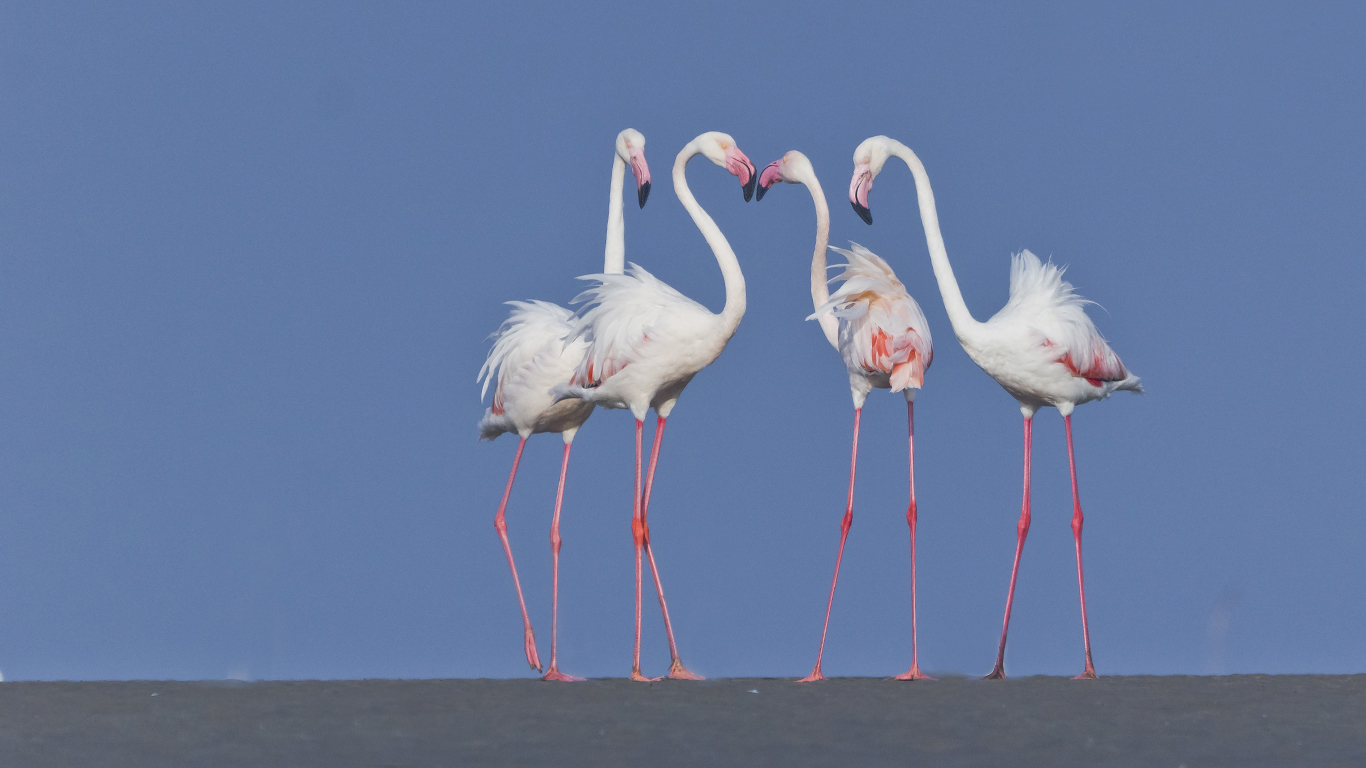
Un gruppo di fenicotteri rosa a Kutch, India

Uno dei comportamenti più peculiari dei fenicotteri rosa è il riposare su di una zampa sola, nascondendo l'altra sotto il corpo. La ragione di questo comportamento non è stata ancora compresa del tutto. Una teoria è che stare su una zampa sola consenta agli uccelli di conservare più calore corporeo, dato che trascorrono una quantità significativa di tempo guadando acque fredde. Ma questo comportamento si verifica anche in acque calde e si osserva anche in esemplari che stanno a terra. Una teoria alternativa è che stare in piedi su una zampa riduca il dispendio energetico necessario per produrre lo sforzo muscolare di stare in piedi e bilanciarsi su una zampa. Uno studio su alcuni esemplari morti ha dimostrato che la posa con una zampa sola può essere mantenuta senza alcuna attività muscolare, mentre gli esemplari vivi dimostrano sostanzialmente meno oscillazione del corpo in una postura con una zampa sola.
La durata della vita media in cattività, secondo lo zoo di Basilea, è di oltre 60 anni. In natura la durata media della vita è di 30-40 anni.

### Voce
I fenicotteri sono considerati uccelli molto rumorosi con i loro versi e vocalizzi che vanno da grugniti o ringhi a un richiamo gracchiante e sonoro, simile a quello delle oche. Le vocalizzazioni giocano un ruolo importante nel riconoscimento genitore-pulcino, nei rituali di corteggiamento dei maschi e nel tenere insieme le grandi colonie.

### Alimentazione

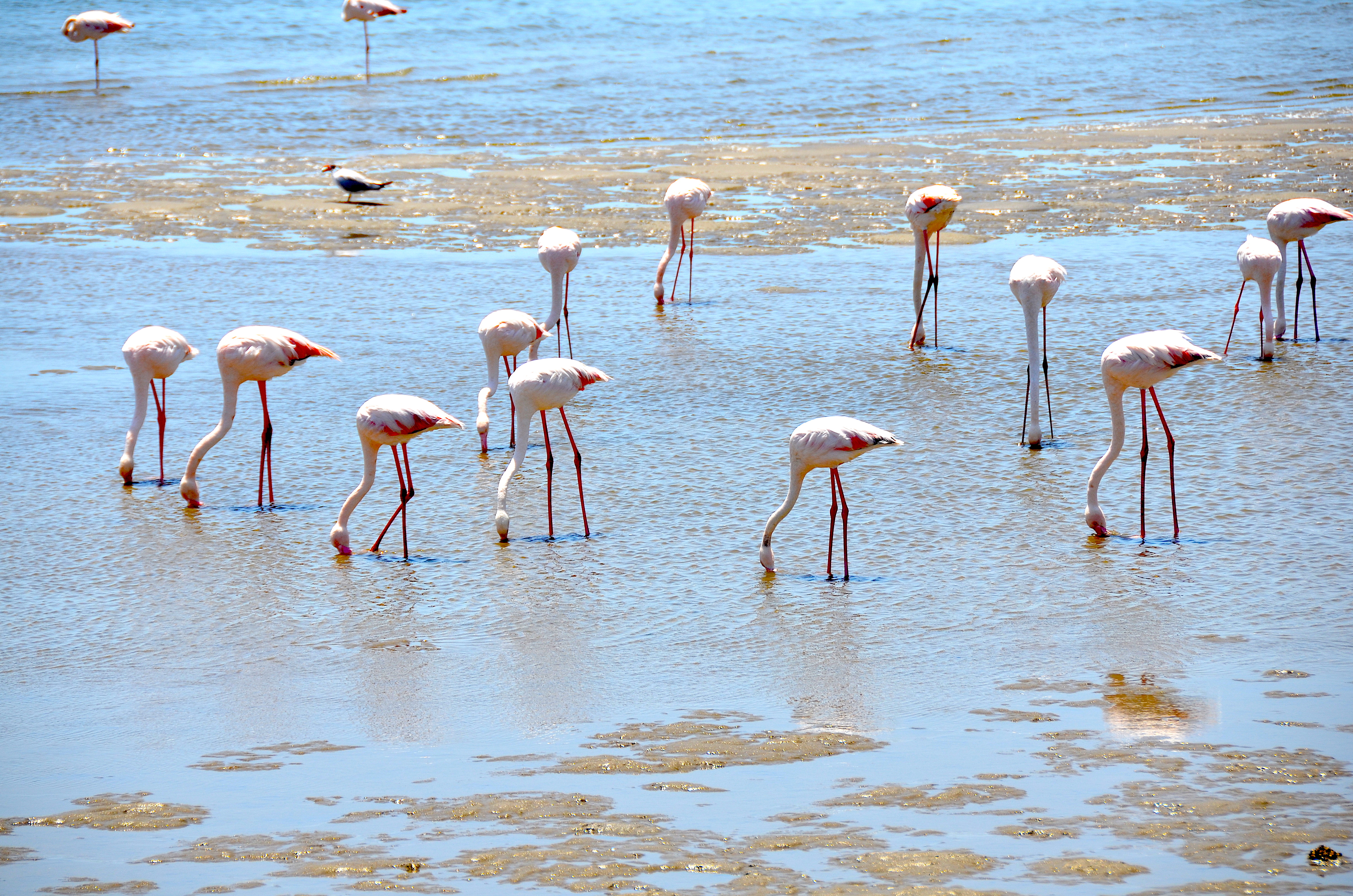
Uno stormo mentre si nutre a Walvis Bay, Namibia

Come le altre specie di fenicotteri, il fenicottero rosa è un uccello filtratore che si nutre prevalentemente di gamberi salamoia e alghe blu-verdi, nonché di larve di insetto, piccoli insetti, molluschi e crostacei, il che lo rende onnivoro. Quando cerca il cibo nelle acque fangose, solleva il fango con i larghi piedi palmati per poi risucchiare l'acqua attraverso il becco, ricurvo e adattato opportunamente per separare i minuscoli organismi dal fango e dal limo, posizionando il becco a pelo dell'acqua. Questi uccelli si nutrono a testa bassa, e la mascella è mobile, non fissata rigidamente al cranio. Il filtraggio del cibo è assistito da strutture pelose chiamate lamelle, che rivestono la mandibola, e dalla grande e ruvida lingua. 
Alcuni alimenti del fenicottero (per esempio, Artemia salina) sono ricchi di betacarotene, pigmento di colore rosso-arancione che si deposita nelle penne in sviluppo, conferendo loro il caratteristico colore rosa. Questi carotenoidi vengono scomposti in pigmenti dagli enzimi epatici.

### Riproduzione

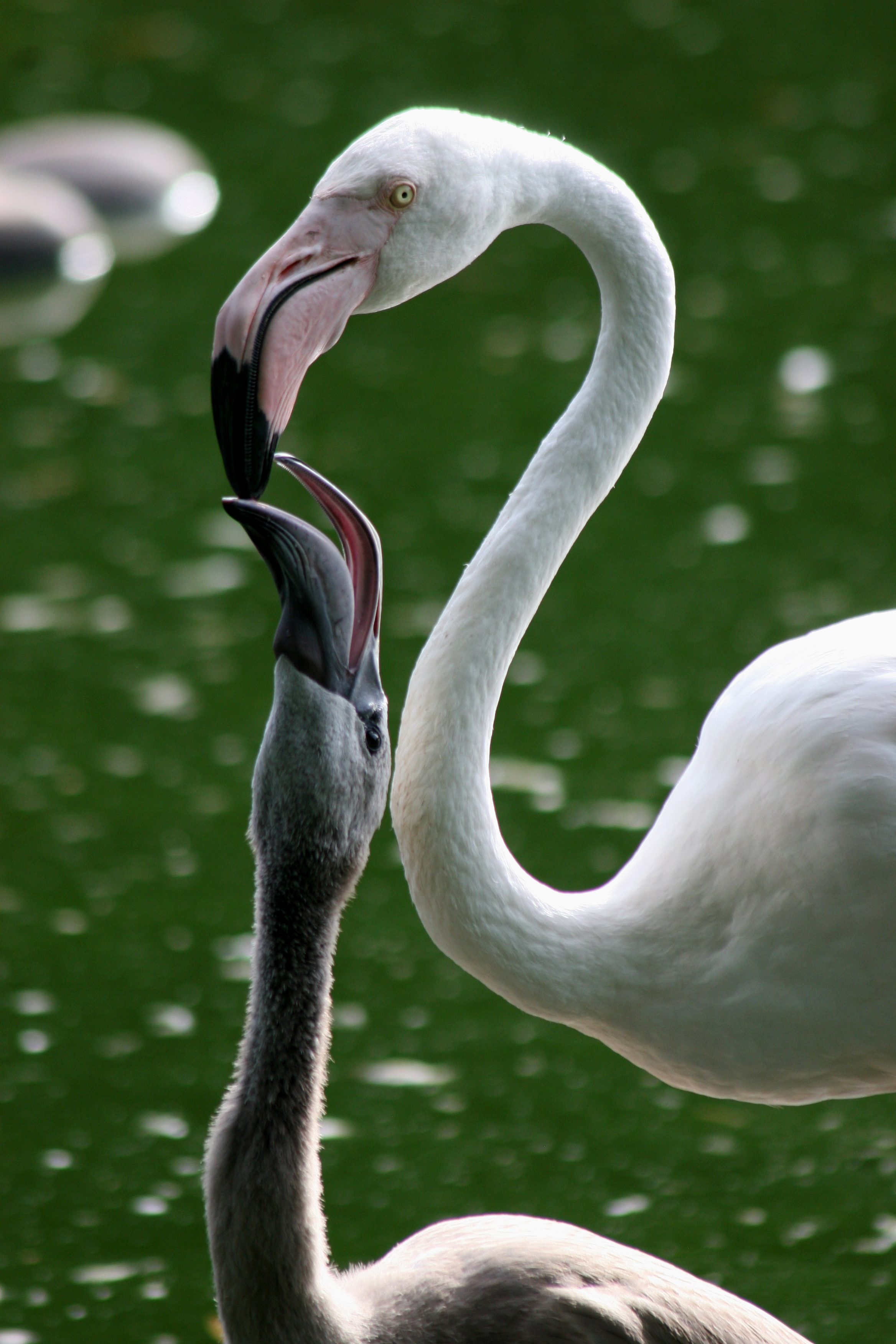
Un fenicottero rosa che nutre il suo pulcino con il latte del gozzo, allo zoo di Basilea, Svizzera

I fenicotteri rosa sono uccelli gregari, le cui colonie possono arrivare a contare anche migliaia di individui. Si ritiene che queste grandi colonie servano a tre scopi: proteggersi dai predatori, massimizzare l'assunzione di cibo e utilizzare siti di nidificazione poco adatti in modo più efficiente. Prima dell'accoppiamento le colonie si dividono in gruppi di riproduzione di circa 15-50 uccelli. In questi gruppi sia i maschi sia le femmine eseguono un'esibizione rituale sincronizzata. Durante le esibizioni tutti gli individui si muovono all'unisono, allungando il collo verso l'alto, muovendo costantemente la testa a destra e a sinistra, emettendo talvolta dei richiami e sbattendo le ali. I movimenti non sembrano essere diretti verso un singolo individuo, ma si verificano in modo casuale. Stimolano la "nidificazione sincrona" e aiutano a trovare una compagna o un compagno agli esemplari ancora senza partner.
I fenicotteri rosa sono una specie monogama, sebbene nelle colonie più grandi talvolta possano cambiare compagno, forse per via della scelta più ampia. Solitamente è la femmina a scegliere il luogo dove costruire il nido. La copulazione di solito si verifica durante la costruzione del nido, che a volte viene interrotta da un'altra coppia che cerca di impossessarsi del luogo di nidificazione. Le coppie difendono in modo aggressivo i loro siti di nidificazione. Le femmine depongono un singolo uovo per covata. Sono state osservate anche coppie dello stesso sesso.
Dopo la schiusa entrambi i genitori si occupano del pulcino: sia il maschio sia la femmina nutrono i pulcini con il loro latte del gozzo, prodotto in ghiandole che rivestono l'intero tratto digerente superiore. L'ormone prolattina stimola la produzione di questo latte, che, per via dell'alimentazione degli adulti, è di colore rosso. Contiene grassi, proteine e globuli rossi e bianchi. Per i primi sei giorni dopo la schiusa gli adulti e i pulcini rimangono nei nidi. All'età di 7-12 giorni i pulcini iniziano a uscire dal nido ed esplorano l'ambiente circostante. A due settimane di vita i pulcini si riuniscono in piccoli gruppi, "micro colonie", in cui i genitori cominciano a lasciarli da soli sempre più a lungo. Dopo un po' queste micro colonie si fondono in gruppi sempre più grandi, che possono contenere migliaia di individui. I pulcini che non fanno parte di questi gruppi sono vulnerabili ai predatori.

## Distribuzione e habitat

Stormo di fenicotteri sul lago di Lesina, Puglia

Il fenicottero rosa ha un areale molto ampio: vive in diverse parti dell'Africa, dell'Asia meridionale (Bangladesh e regioni costiere di Pakistan, India e Sri Lanka), Medio Oriente (Bahrein, Cipro, Iraq, Iran, Israele, Kuwait, Libano, Palestina, Qatar, Turchia ed Emirati Arabi Uniti) e dell'Europa meridionale (inclusi Albania, Grecia, Italia, Montenegro, Macedonia del Nord, Portogallo, Spagna e Sud della Francia). Il sito di riproduzione più settentrionale è lo Zwillbrocker Venn nella Germania occidentale, vicino al confine con i Paesi Bassi. 
Sono stati documentati siti di nidificazione anche negli Emirati Arabi Uniti, in tre diverse località dell'emirato di Abu Dhabim, come anche in Algeria, nella zona umida protetta di Dayet El Ferd sull'altopiano di Tlemcen.

Nel Gujarat (India) si possono osservare presso i Nal Sarovar Bird Sanctuary, Khijadiya Bird Sanctuary, Flamingo City e nel Thol Bird Sanctuary, dove questi uccelli rimangono durante l'intera stagione invernale.

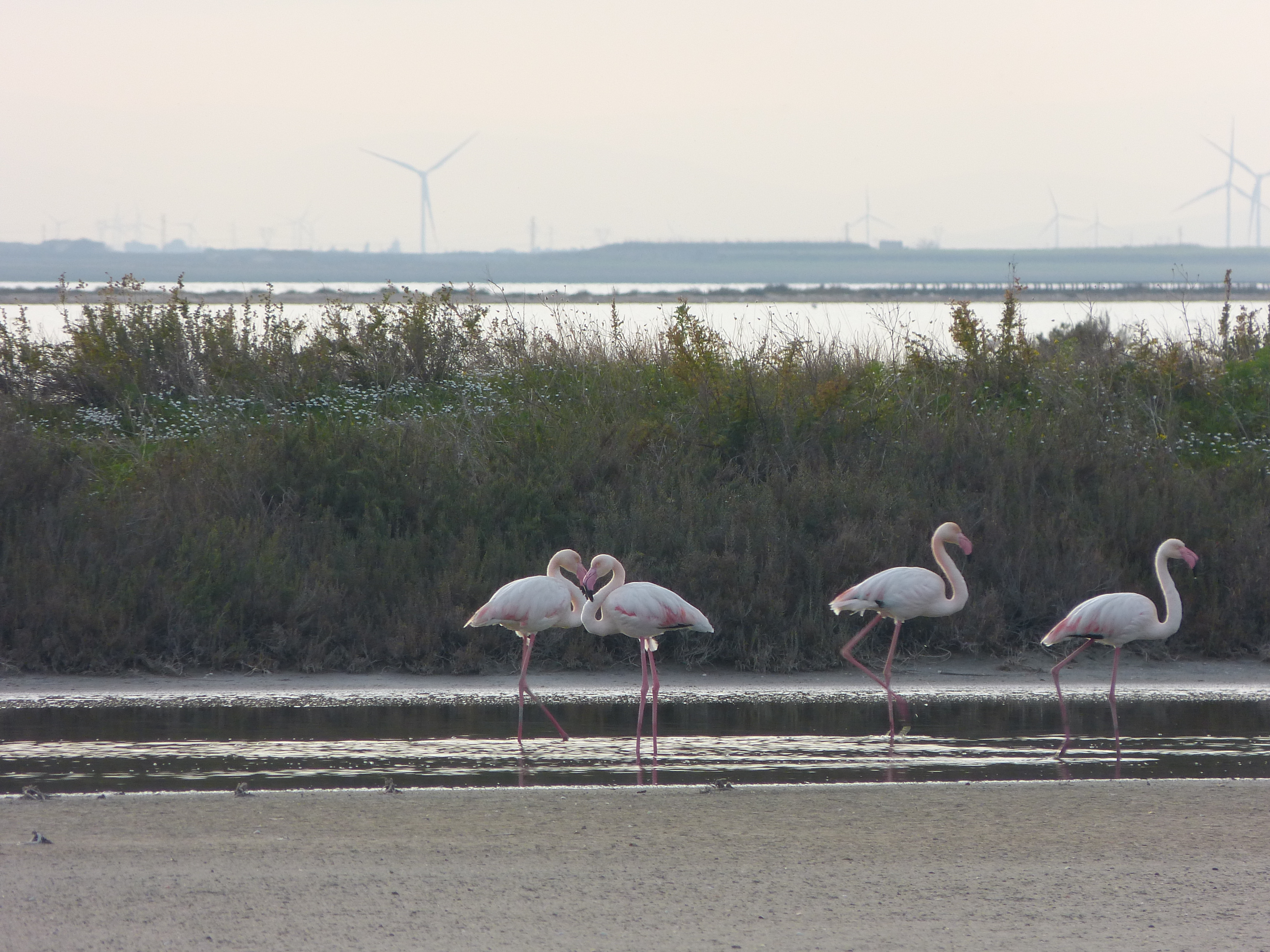
Quattro fenicotteri rosa nella Riserva naturale Salina di Margherita di Savoia

In Italia la specie nidifica regolarmente in Emilia-Romagna, Puglia, Sardegna, Sicilia; di rado in Toscana e Veneto. Il 16 dicembre 2019 sono stati avvistati alcuni esemplari sulle coste liguri, ad Arenzano (GE). Un esemplare è stato avvistato il 5 settembre 2020 in corrispondenza della spiaggia di Brolo (ME). Un esemplare solitario è stato avvistato sulla spiaggia di Belmonte Calabro (CS), costa tirrenica calabrese, il 7 settembre 2020. Un altro sulle coste di Santa Flavia (PA) nei giorni 9 e 10 settembre 2020. Un esemplare è stato avvistato alla foce del Torrente Quiliano tra Savona e Vado Ligure il 28 settembre 2020 e nei giorni successivi.
Un gruppo di circa 100 esemplari è stato avvistato nell'oasi naturale del lago di Peretola, nella città metropolitana di Firenze.
Dal 2021 è presente una colonia di circa 200 esemplari nella parte sud della laguna veneta, in comune di Chioggia, visibili in alcuni orari perché si avvicinano al lungo ponte translagunare sulla SS 309 Romea.

## Tassonomia
Il fenicottero rosa fu descritto da Peter Simon Pallas nel 1811. In precedenza si pensava che questo uccello condividesse la specie con il fenicottero americano (Phoenicopterus ruber), ma a causa delle differenze di colorazione della testa, del collo, del corpo e del becco i due fenicotteri sono ora più comunemente considerate specie separate. Il fenicottero rosa non ha sottospecie.

## Conservazione

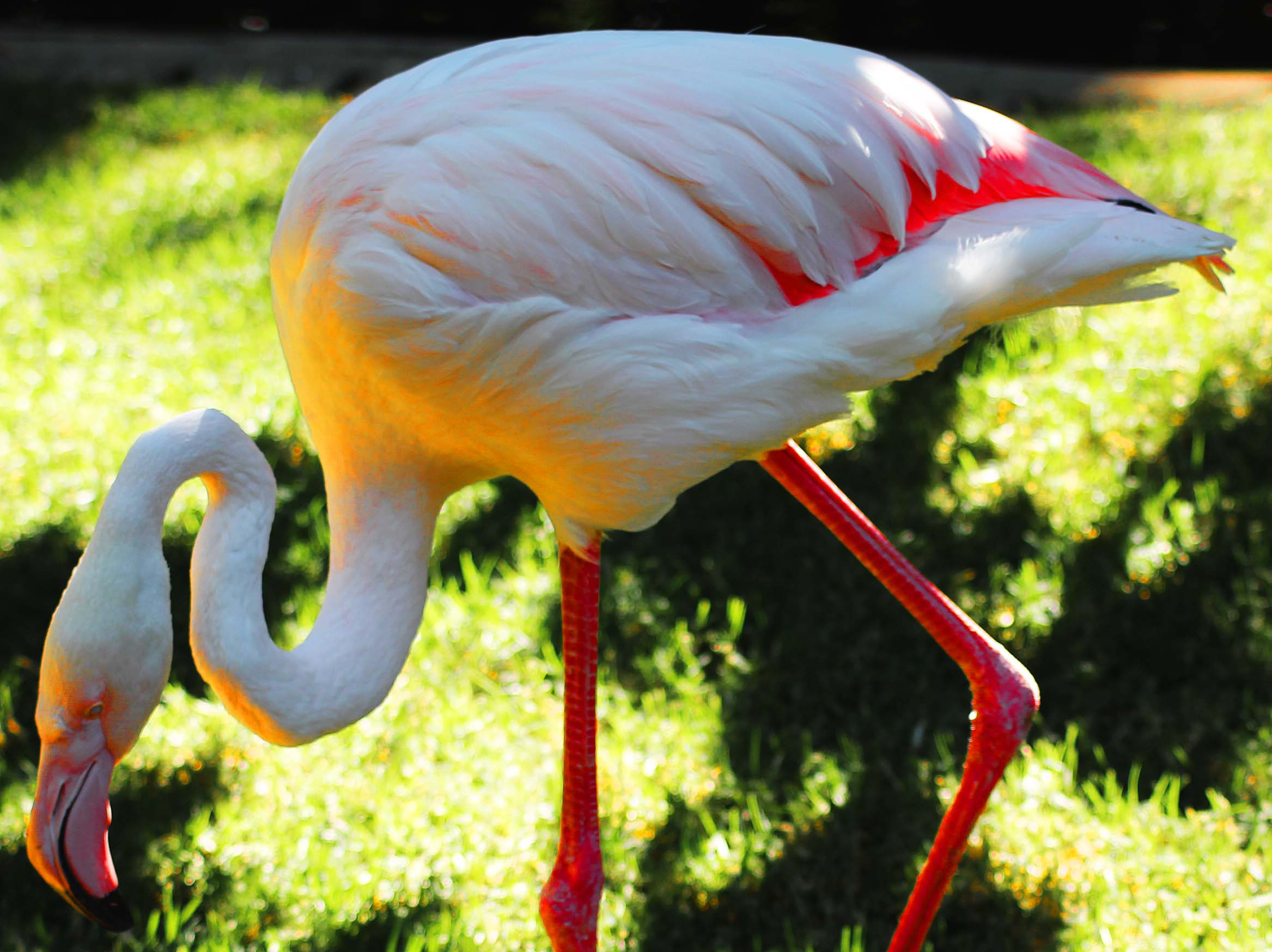
Greater, il fenicottero rosa più vecchio conosciuto, allo zoo di Adelaide, Australia

### Minacce
I fenicotteri rosa adulti hanno pochi predatori naturali. Tuttavia, uova e pulcini possono essere predati da rapaci, corvi, gabbiani e marabù; si stima che la metà della predazione alle uova e ai pulcini sia opera dei gabbiani reali (Larus michahellis).
Anche l'attività umana contribuisce a minacciare questi uccelli. Oltre alla caccia e all'invasione del loro habitat, le minacce principali per le popolazioni di fenicotteri rosa selvatici sono batteri, tossine e l'inquinamento delle risorse idriche, di solito con materiali di scarto delle aziende manifatturiere rilasciati nelle acque.

### In cattività
Grazie alla sua inconfondibile livrea e alla relativa facilità con cui si riproduce in cattività, il fenicottero rosa è uno degli uccelli più diffusi nei giardini zoologici, dove viene tenuto principalmente in laghetti all'aperto in grandi colonie. Per favorirne la riproduzione in cattività, alcuni zoo utilizzano specchi che danno ai fenicotteri l'impressione di trovarsi in uno stormo più grande di quanto non sia in realtà.
Il primo esemplare nato in cattività si schiuse nel 1959 allo zoo di Basilea. Nell'ambito del programma di riproduzione dello Zoo di Basilea, dal 2000 sono nati più di 400 uccelli, tra i 20 e i 27 all'anno. Il più vecchio fenicottero rosa conosciuto era un uccello di nome Greater dello zoo di Adelaide, in Australia, che morì all'età di almeno 83 anni. L'età esatta non è nota in quanto era già un adulto maturo quando arrivò ad Adelaide nel 1933. Nel gennaio 2014 l'animale venne sottoposto a eutanasia a causa di complicazioni dovute alla vecchiaia.

## Galleria d'immagini

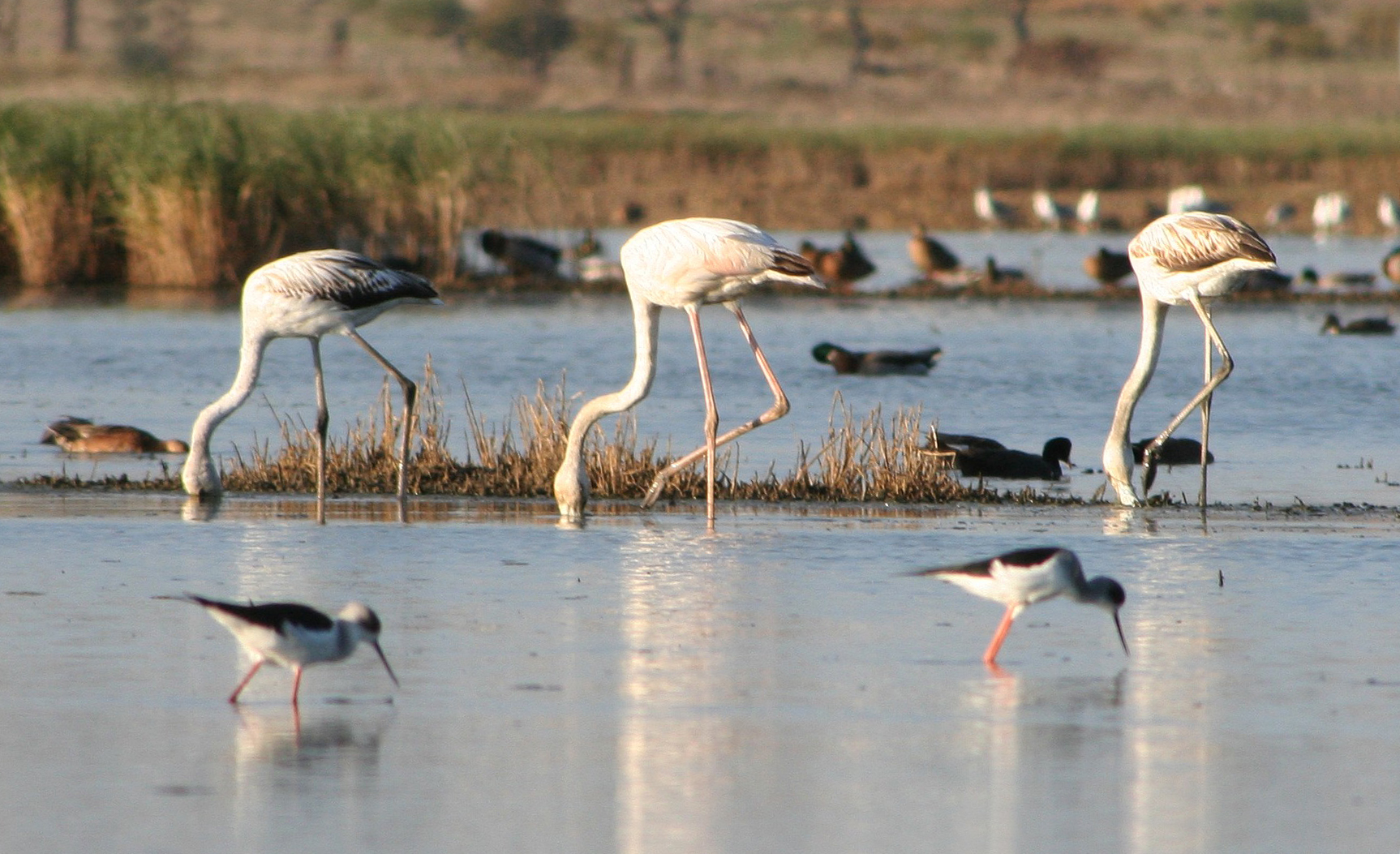
Tre fenicotteri rosa che si nutrono, e due cavalieri d'Italia (Himantopus himantopus)
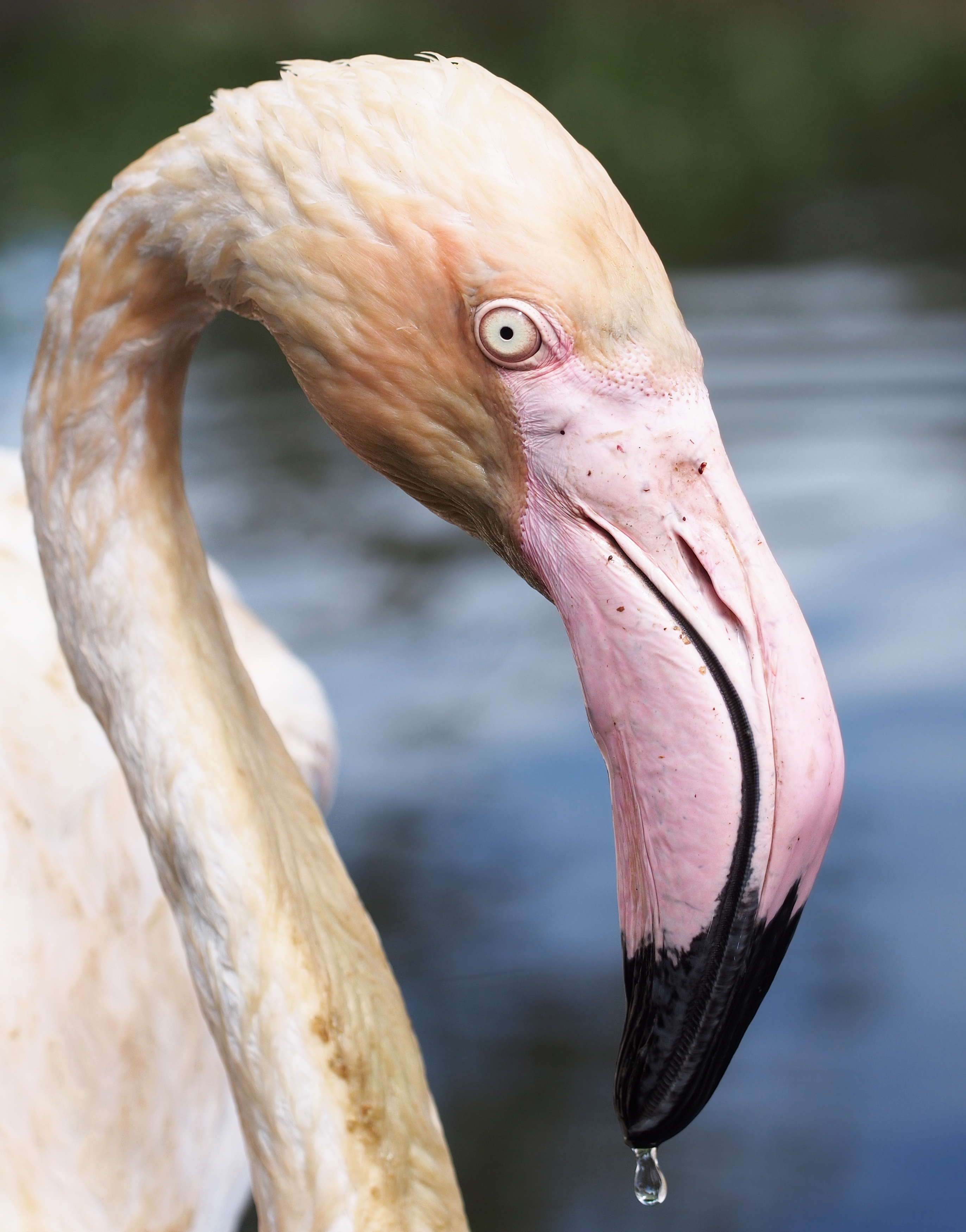
Particolare della testa
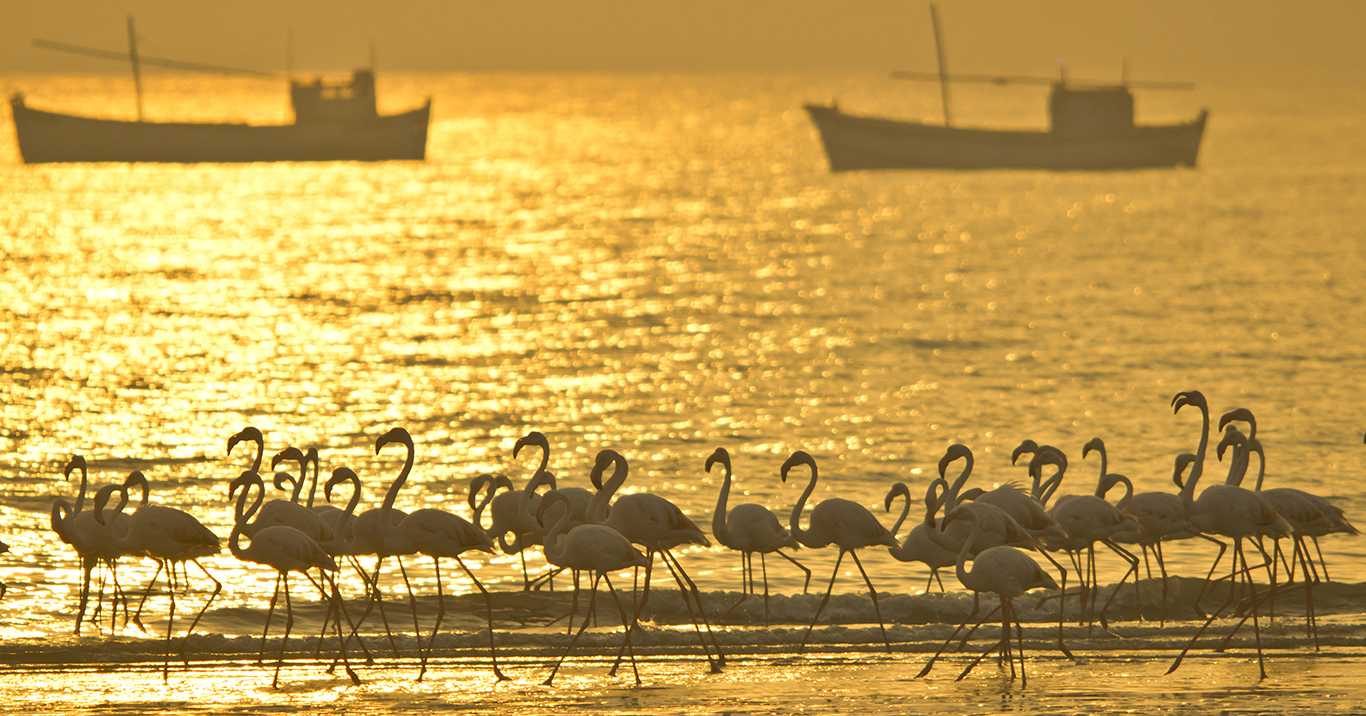
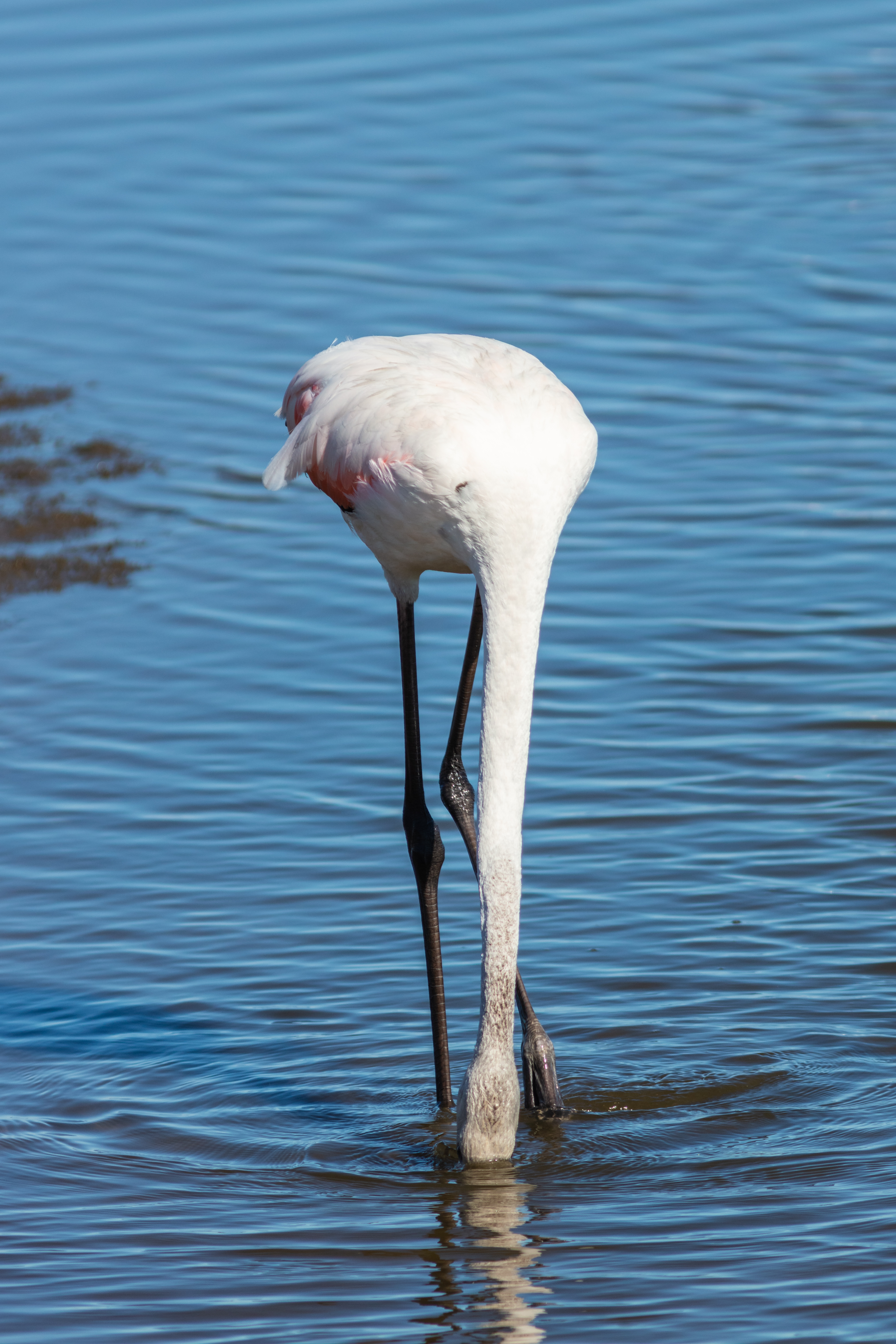
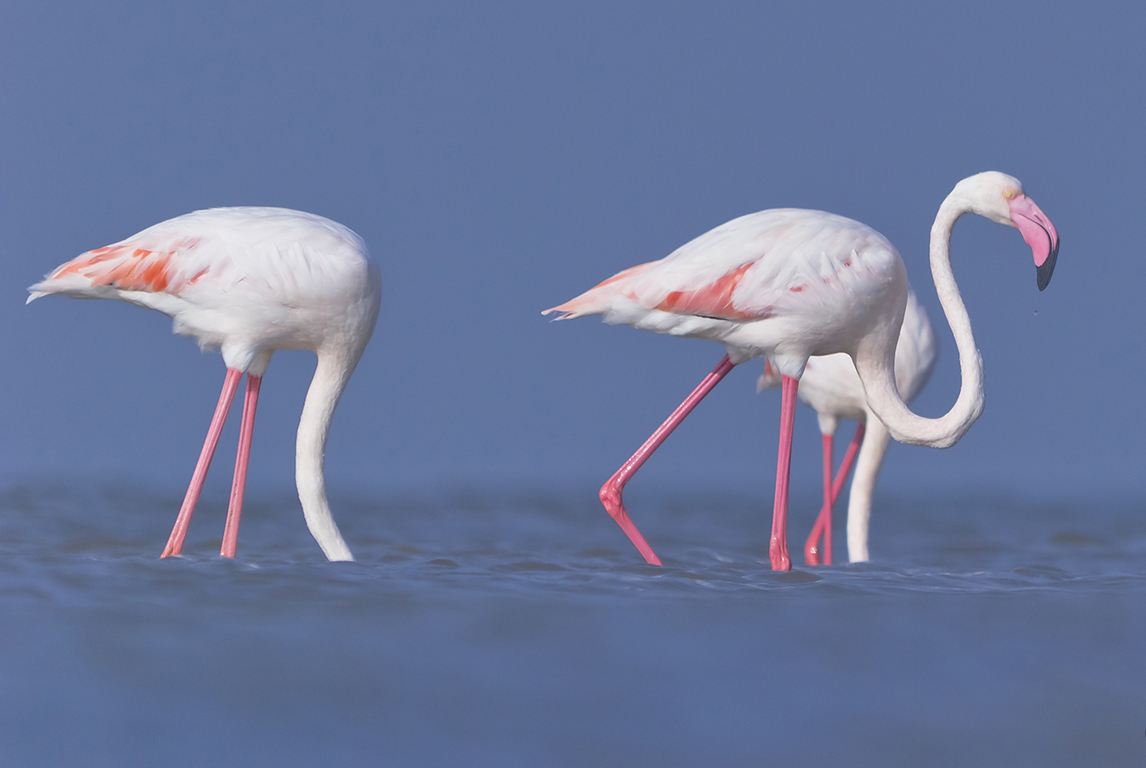
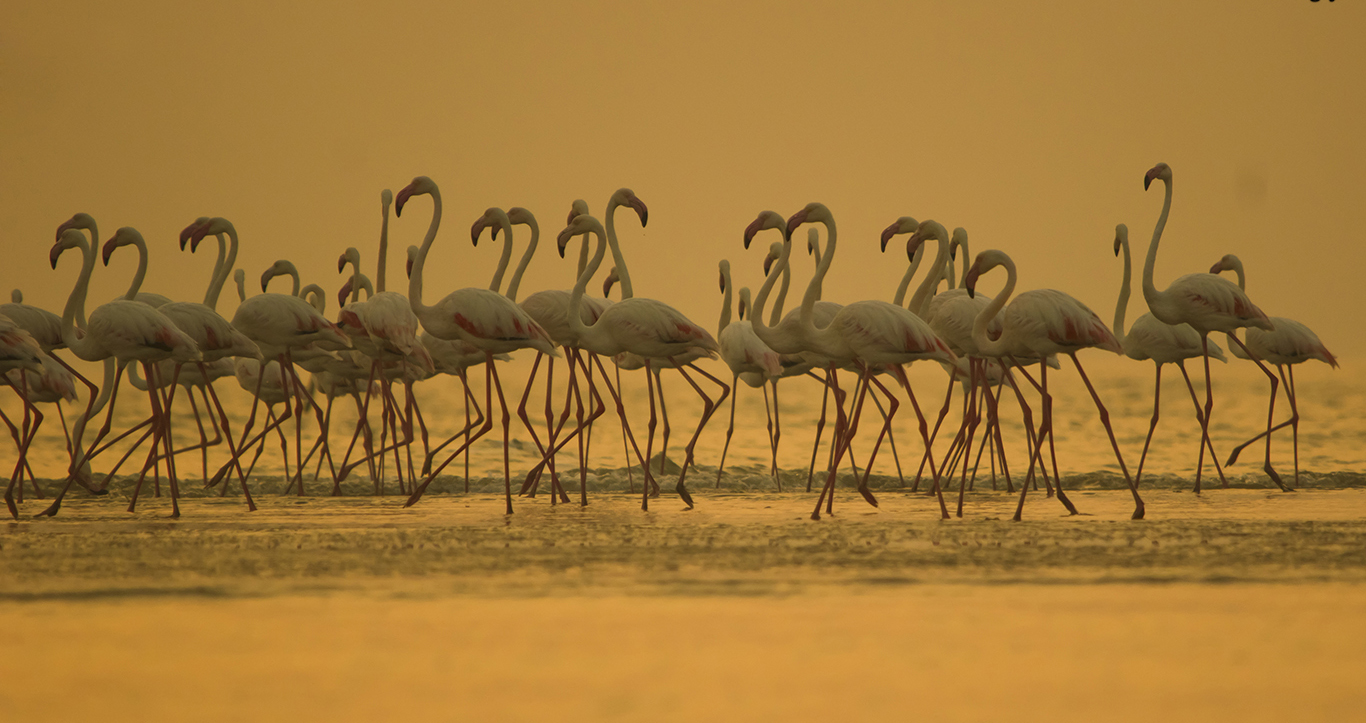
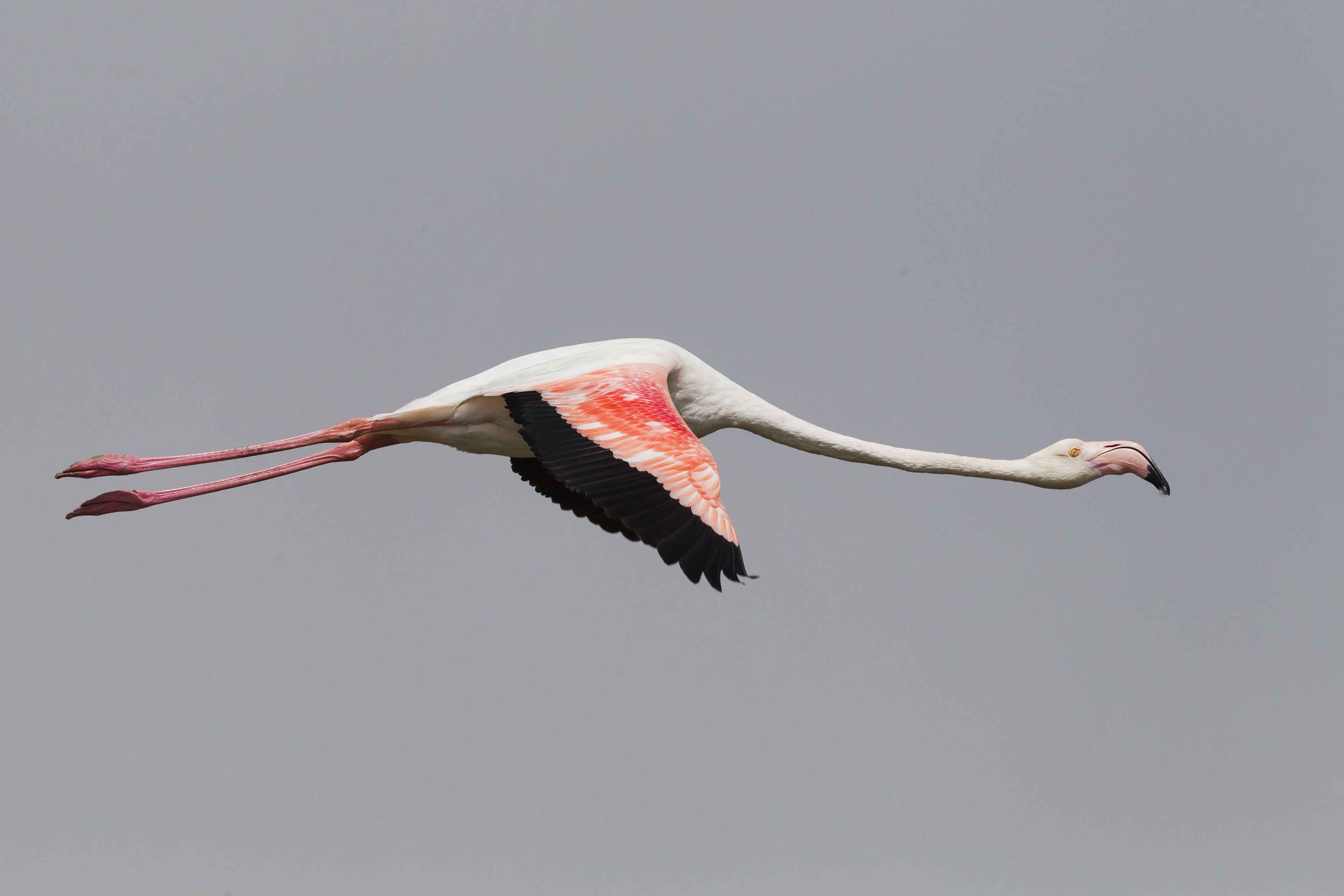
Fenicottero rosa in volo sopra Walvis Bay
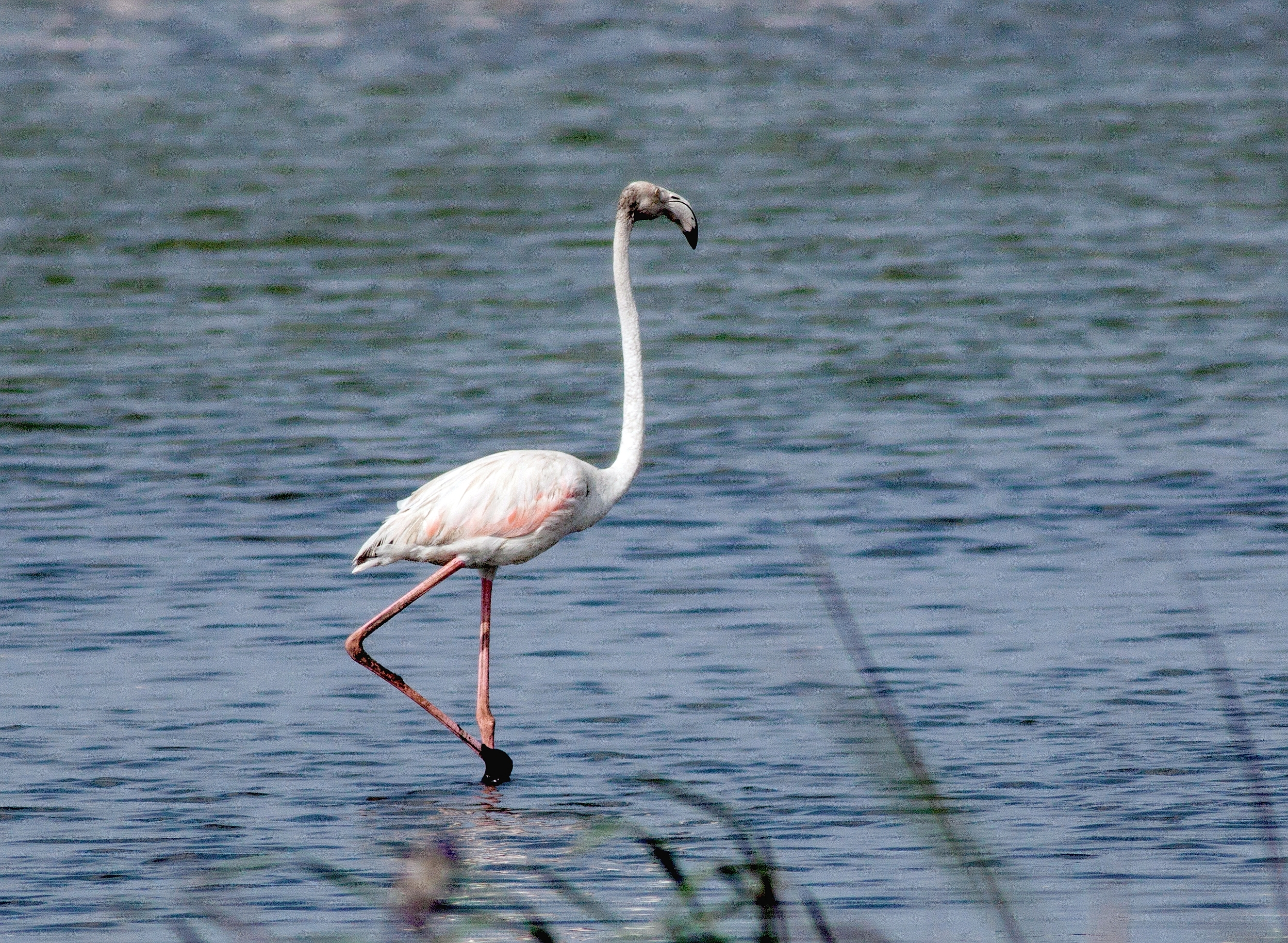
Un subadulto, Maharashtra, India
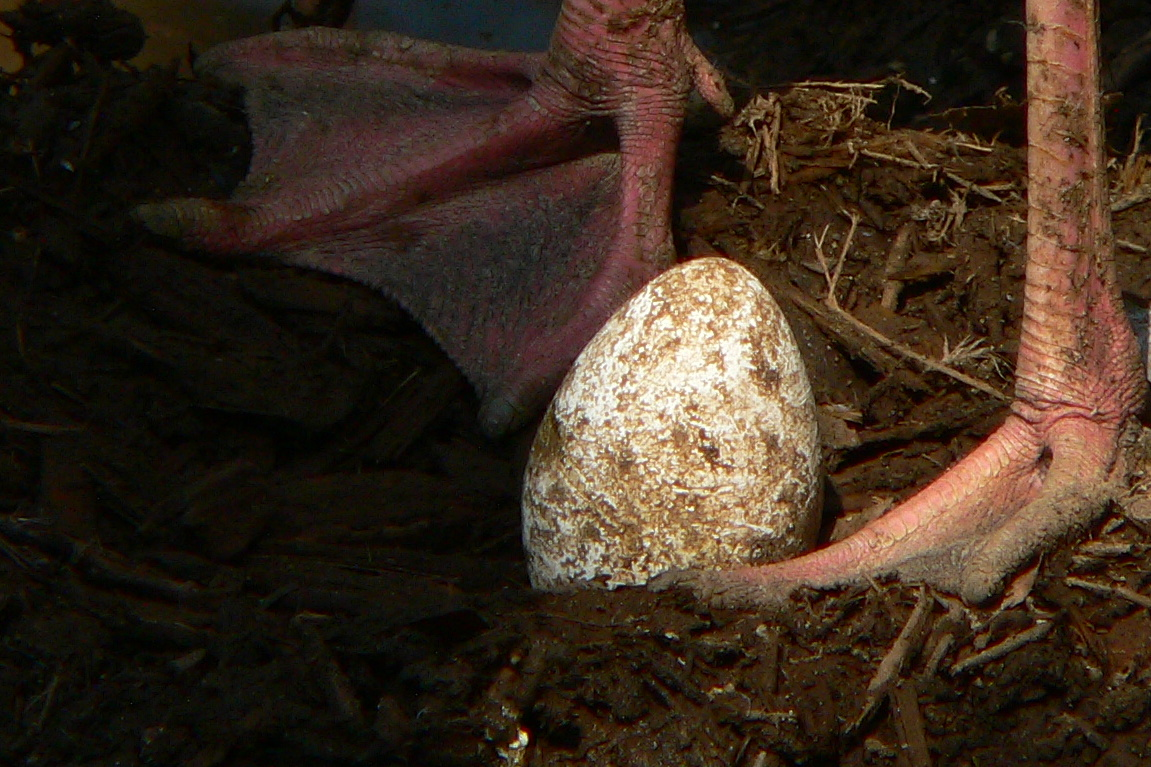
Un uovo di fenicottero rosa allo zoo di Cincinnati
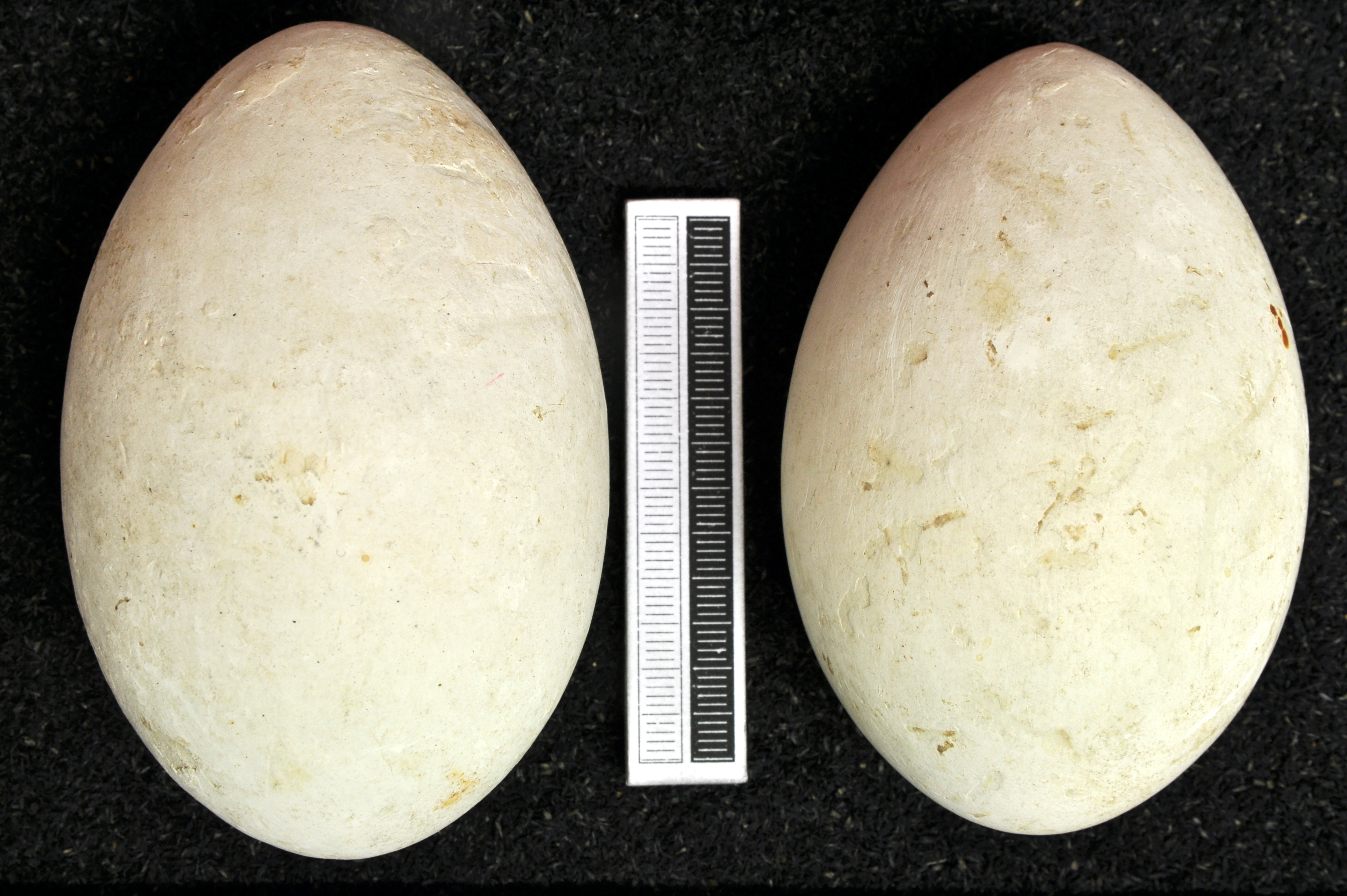
Un uovo di fenicottero rosa, nella collezione del Museo Wiesbaden
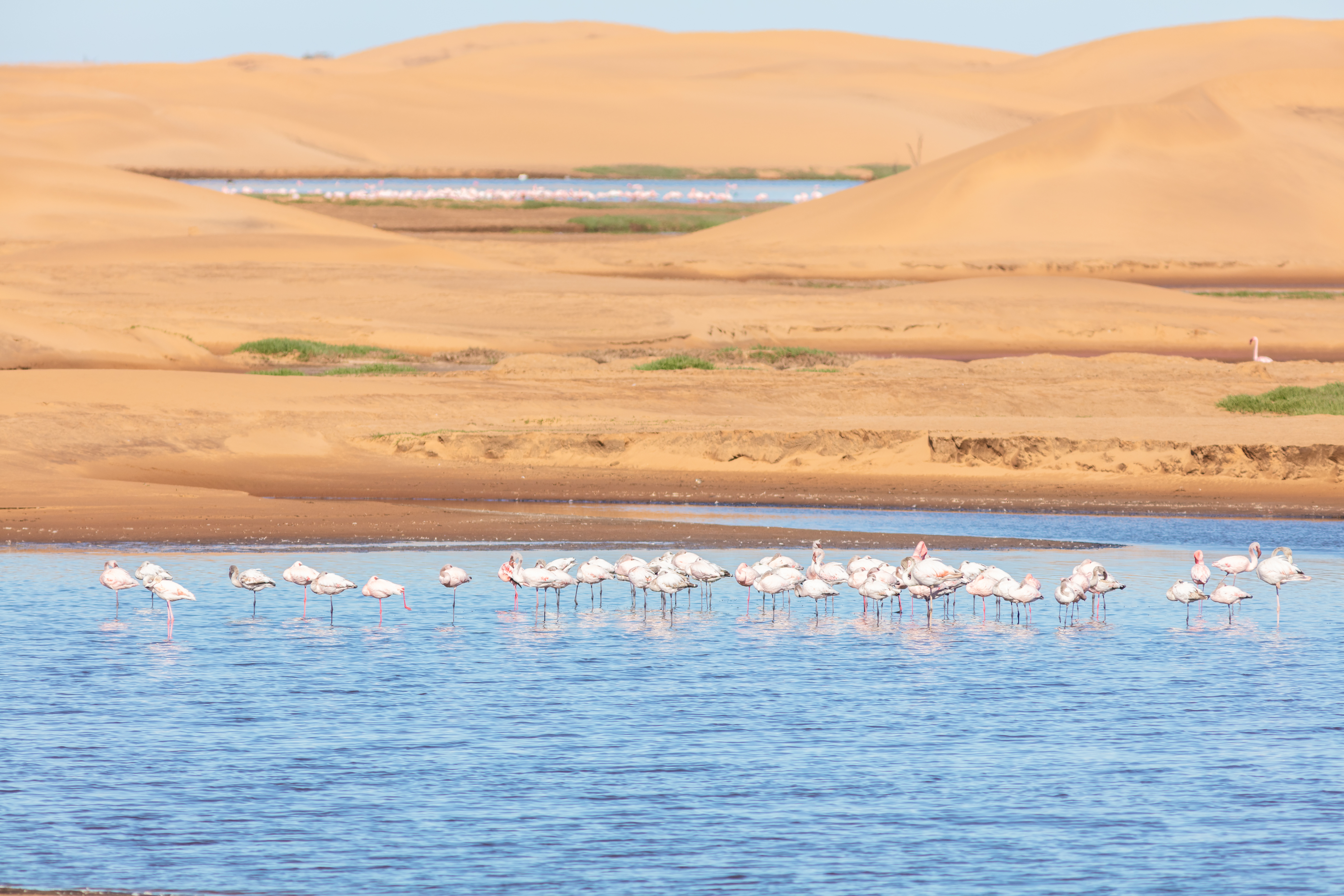
Una colonia di fenicotteri rosa a Walvis Bay, Namibia
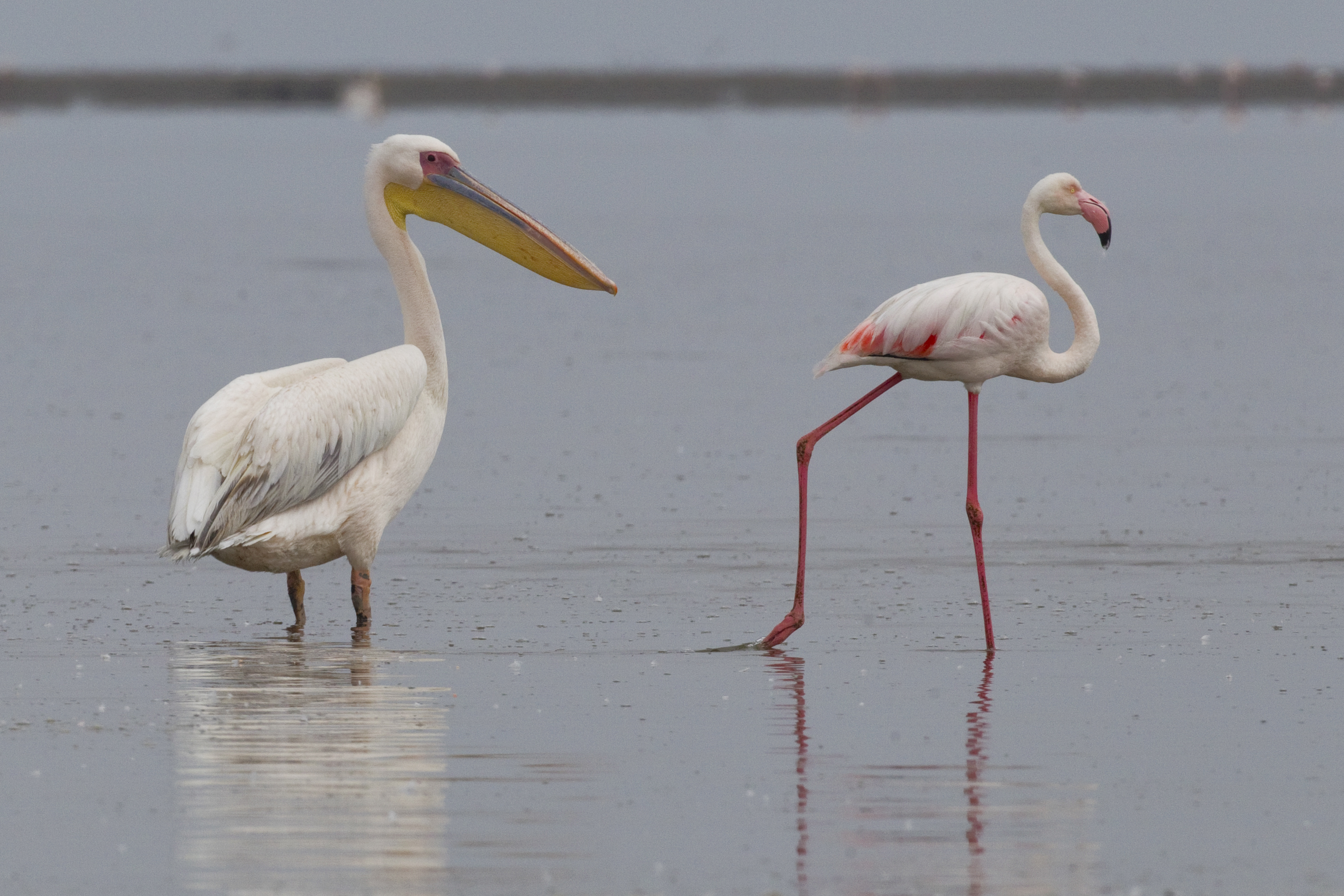
Un fenicottero rosa a confronto con un pellicano bianco (Pelecanus onocrotalus)
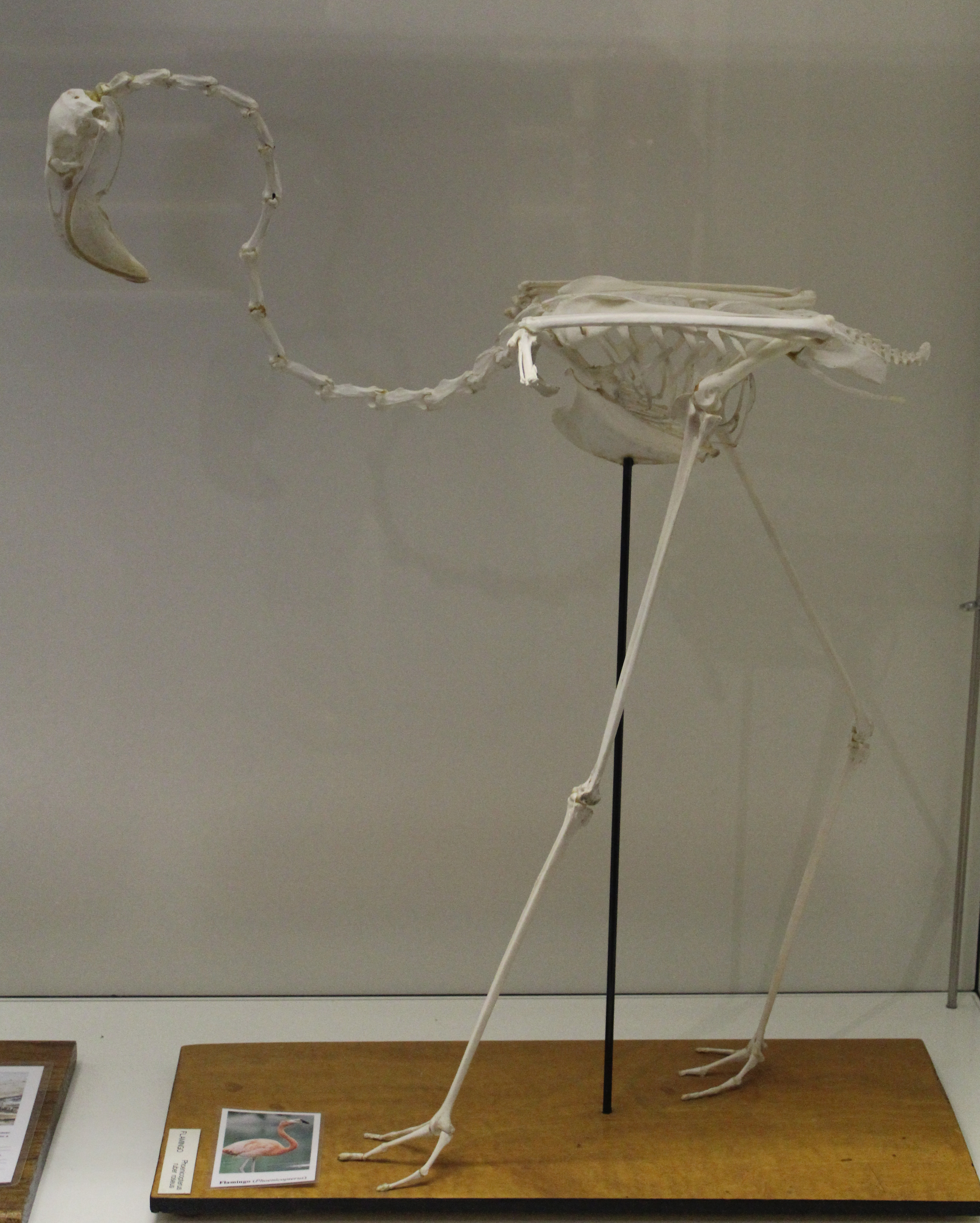
Scheletro di un fenicottero rosa
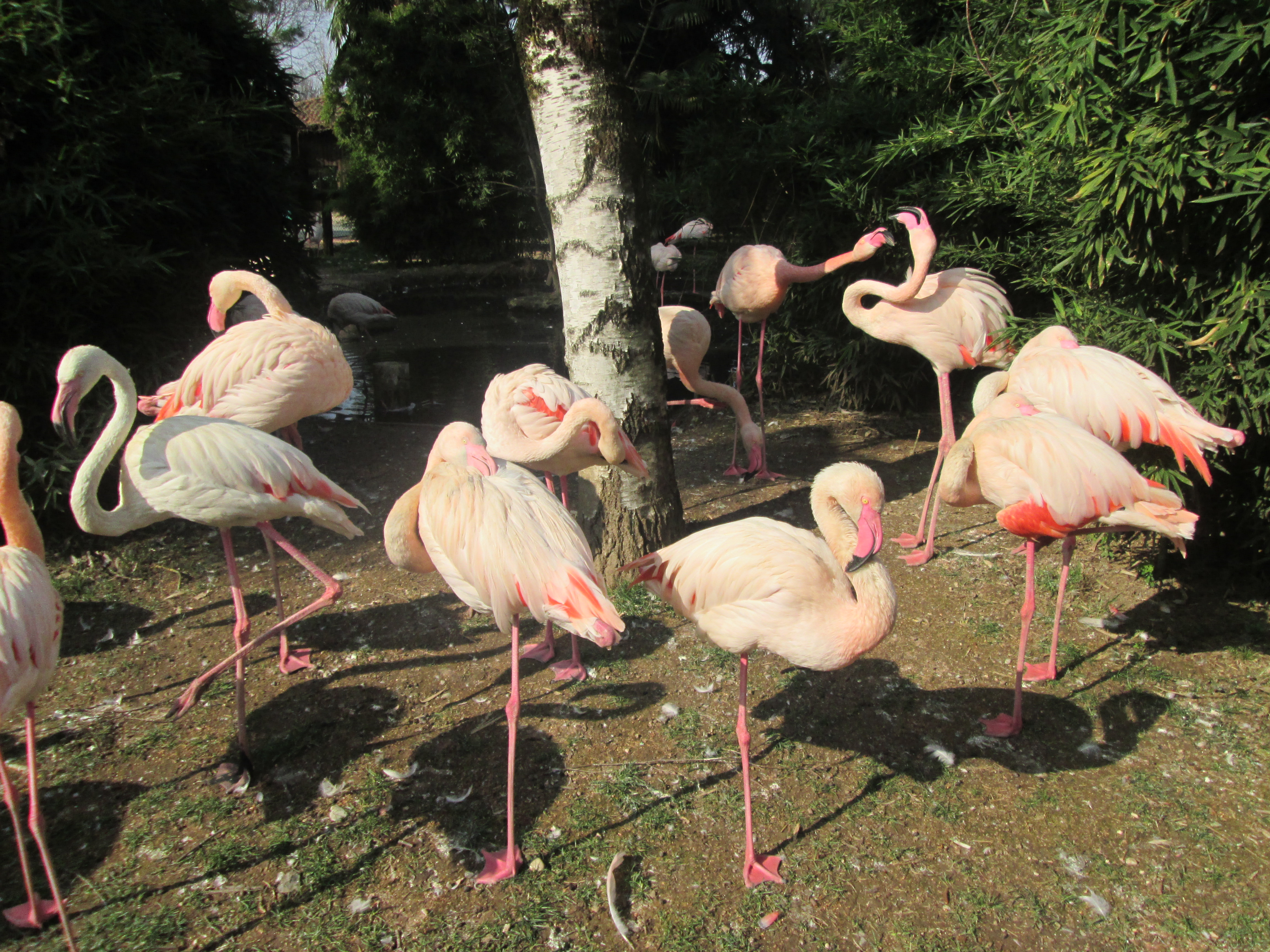
Un gruppo di fenicotteri al Parco faunistico Le Cornelle, Italia
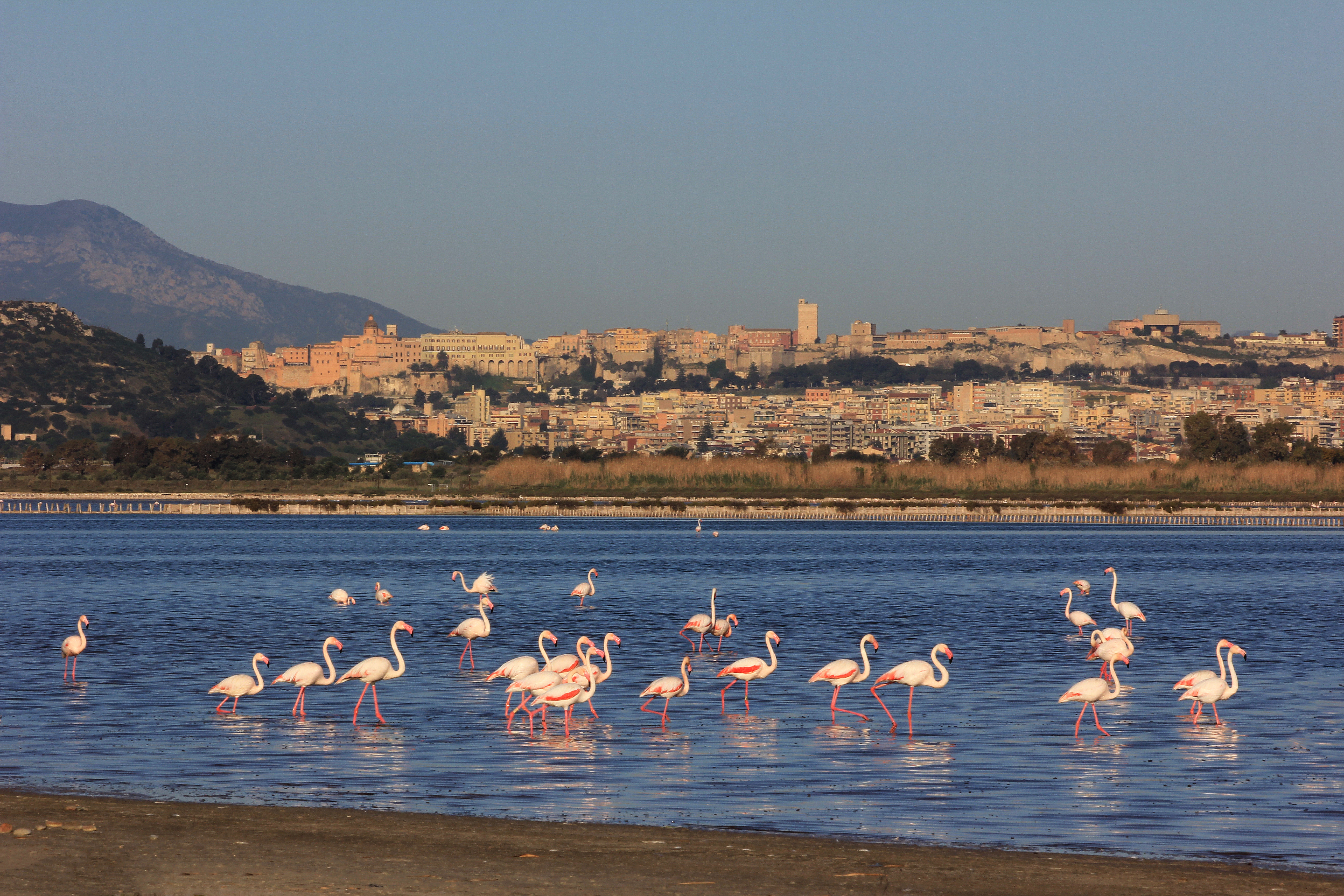
Una colonia di fenicotteri rosa al Parco naturale regionale Molentargius-Saline, Cagliari, Italia
- Un subadulto mentre si nutre a Walvis Bay
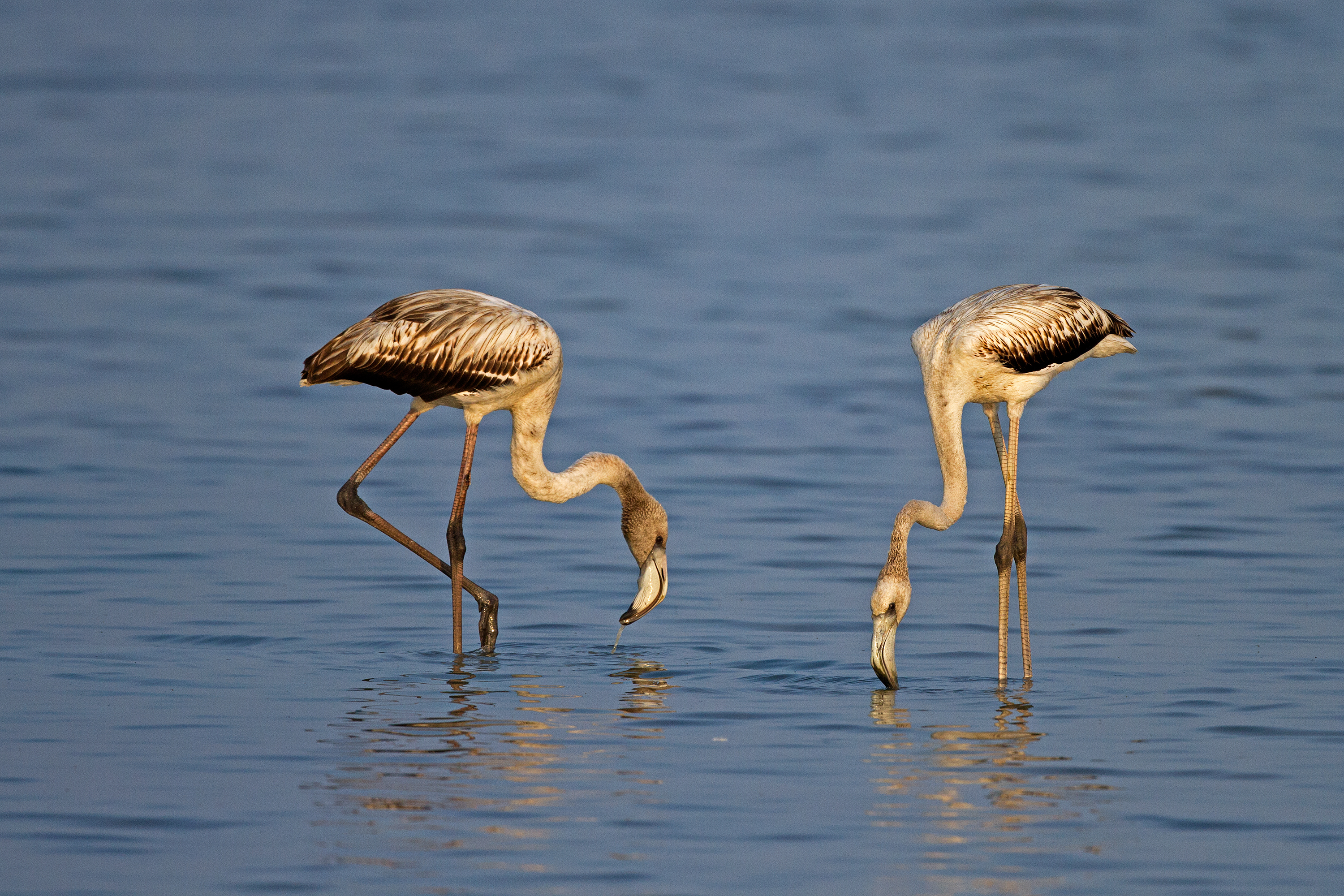
Due subadulti al lago Pulicat, India
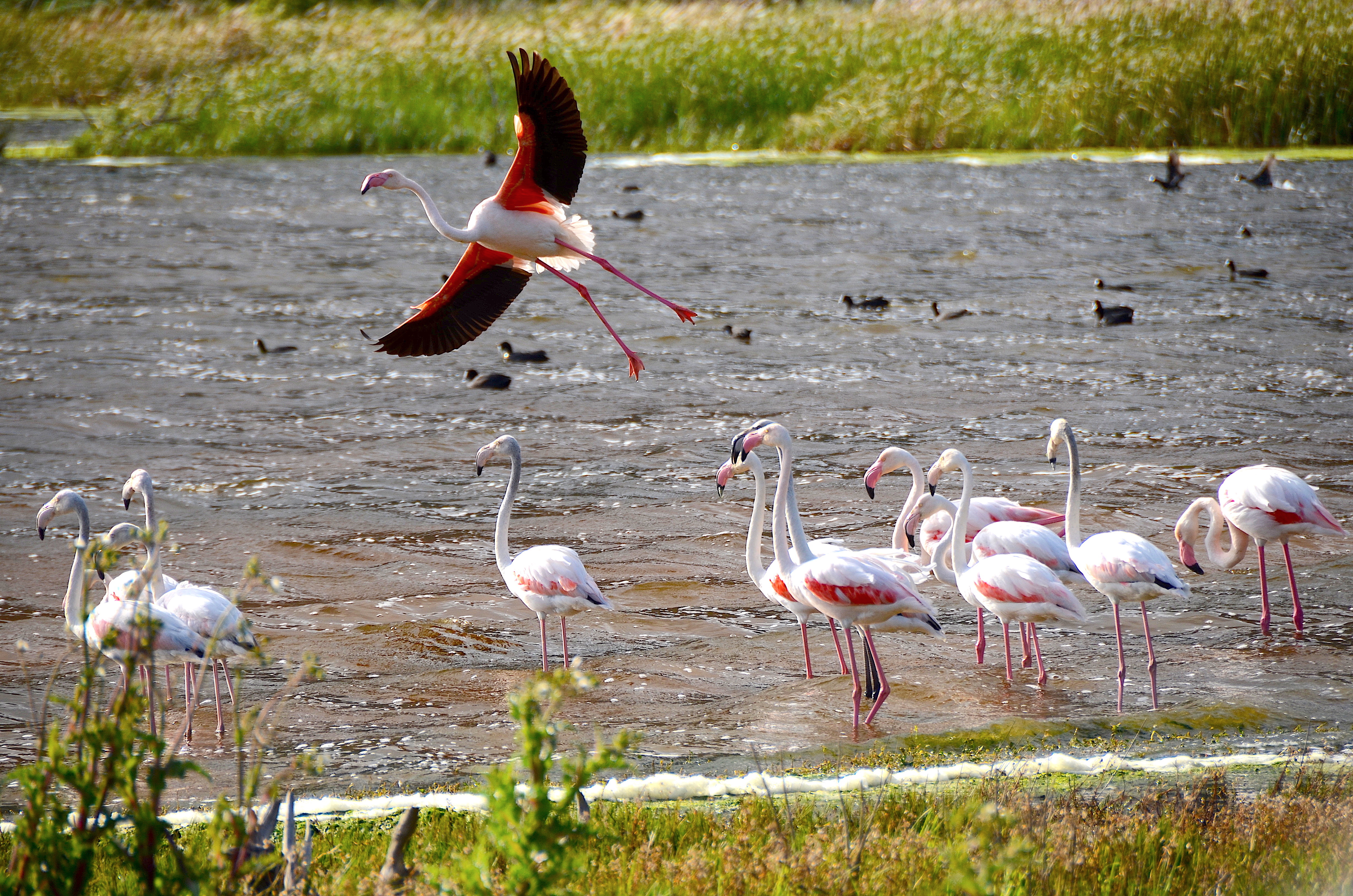
Un adulto che spicca il volo senza la rincorsa, in Sudafrica
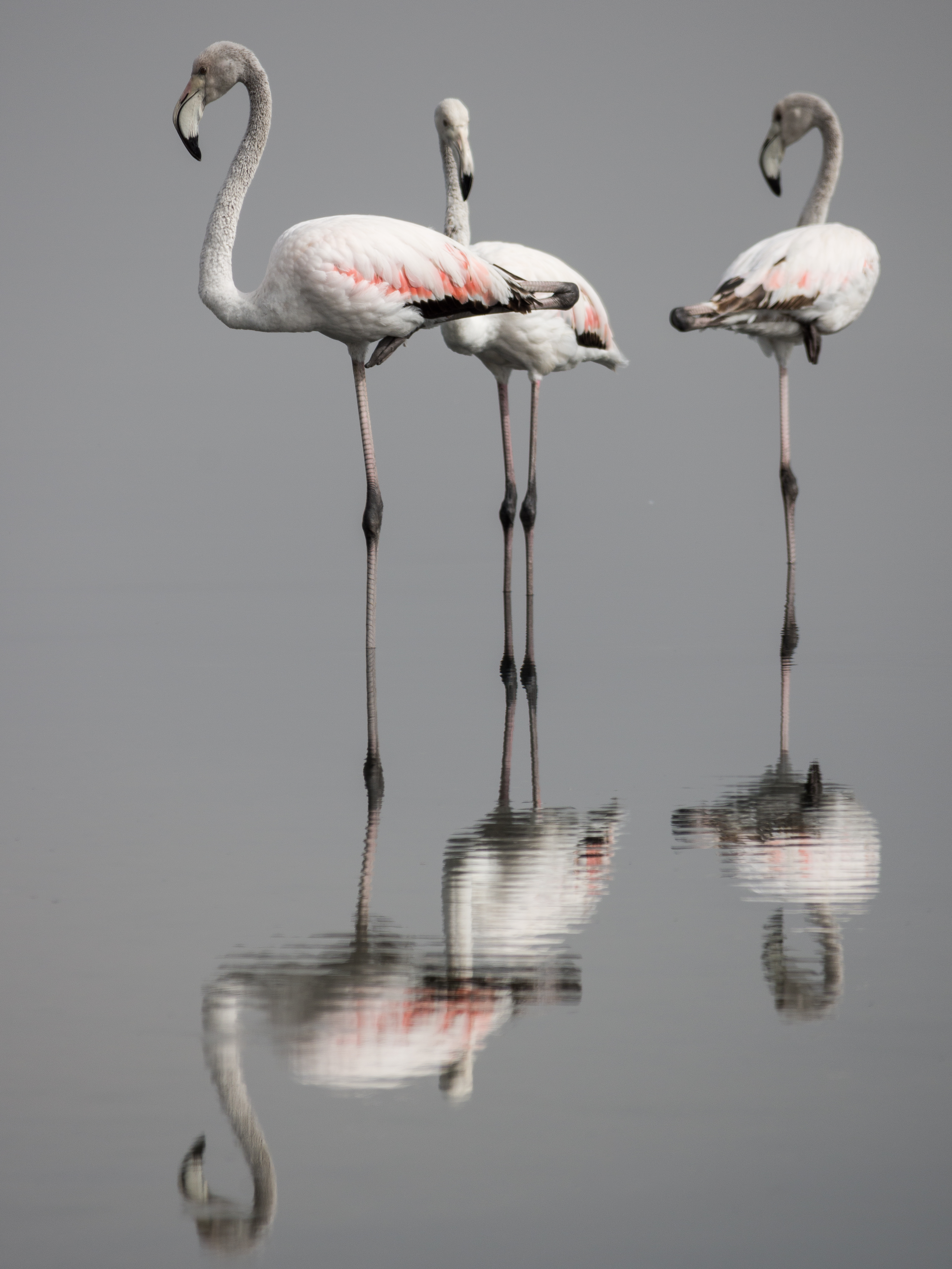
Un gruppo al lago di Tunisi
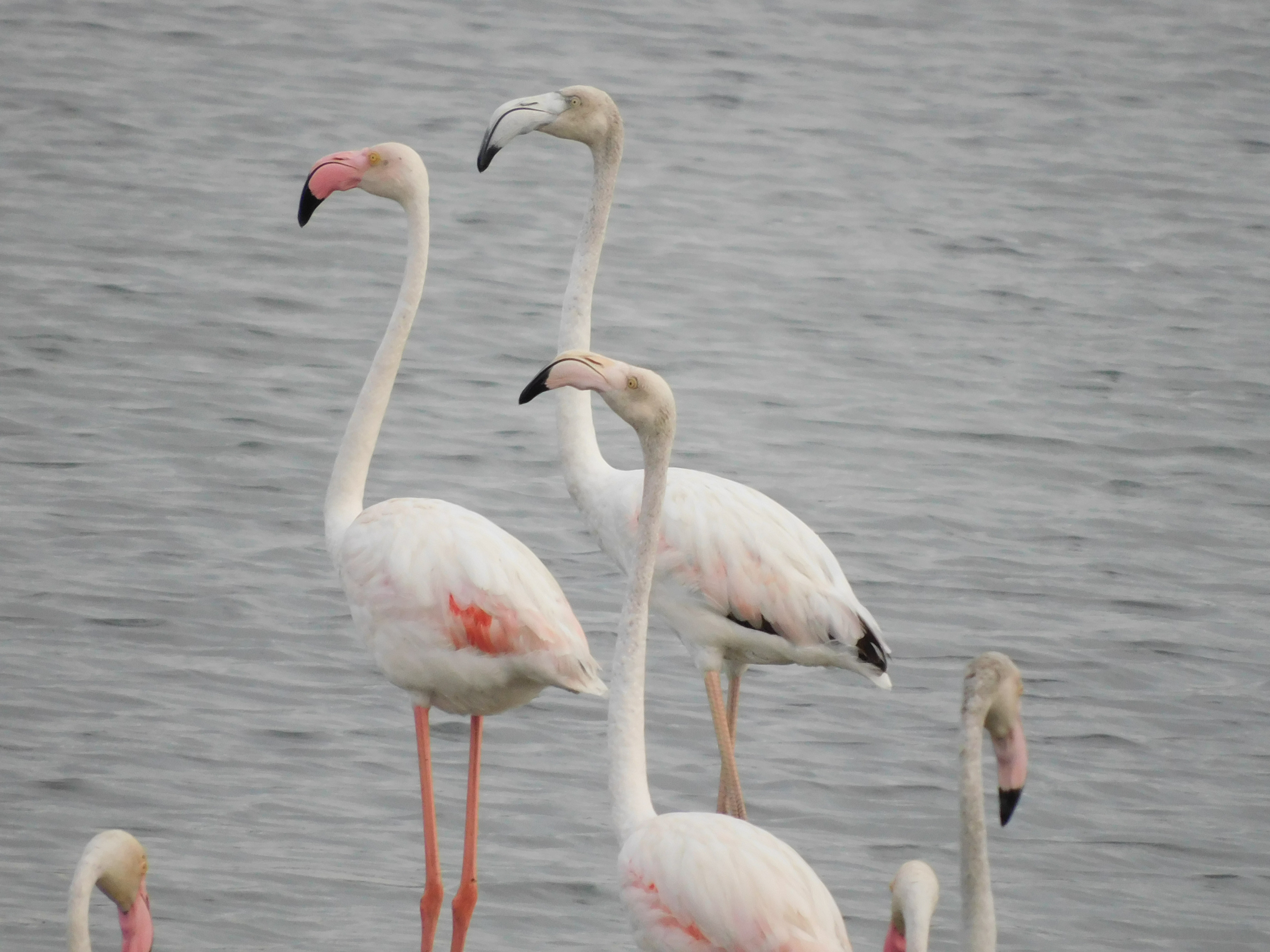
Un gruppo al Tamil Nadu, India
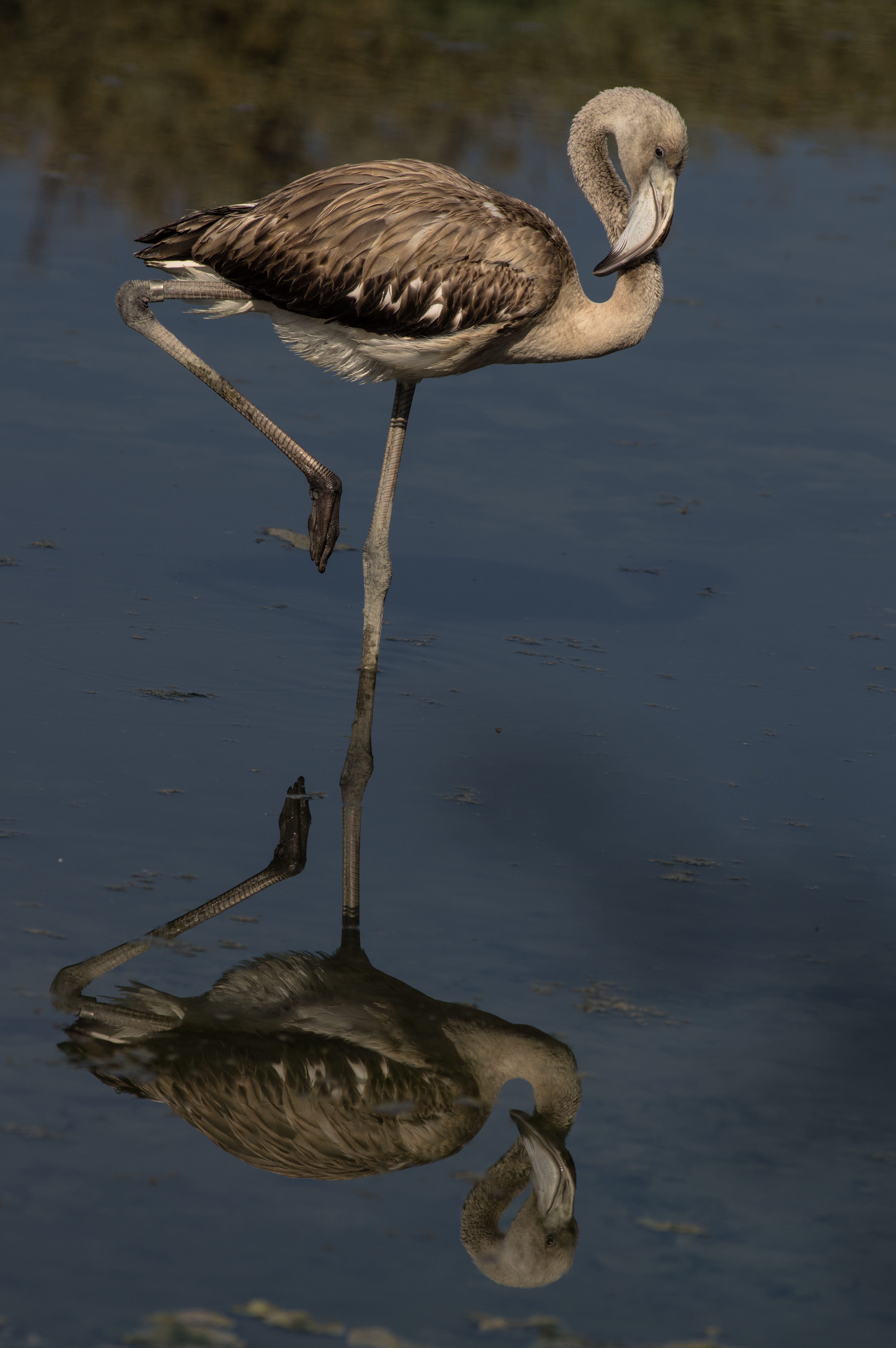
Un esemplare giovane al Ghadira Nature Reserve, Malta
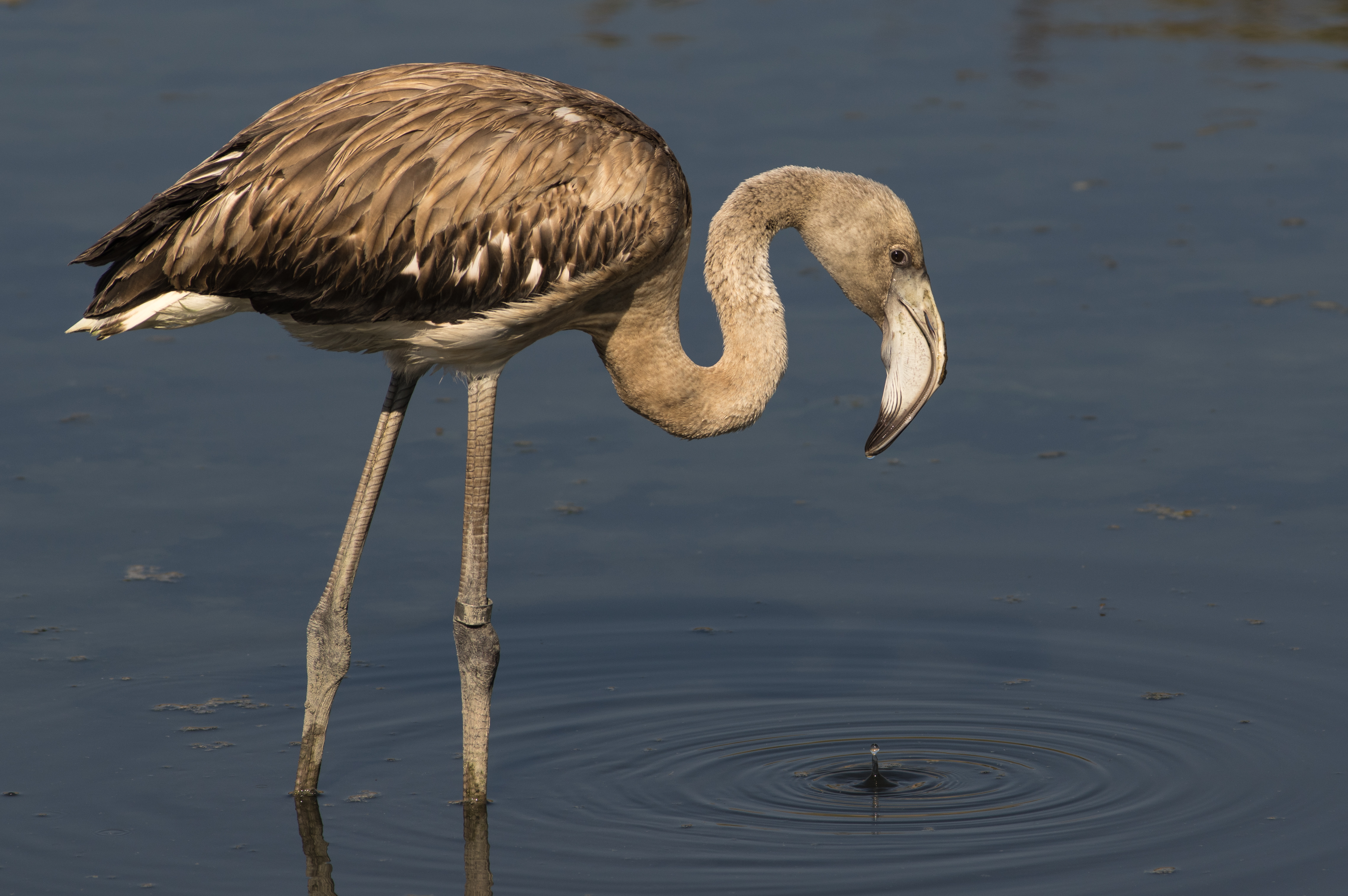
Un esemplare giovane al Ghadira Nature Reserve, Malta